# Герман Саксен-Веймар-Эйзенахский (1886–1964)
Герман Саксен-Веймар-Эйзенахский (нем. Hermann von Sachsen-Weimar-Eisenach; 14 февраля 1886, Дюссельдорф, Германская империя — 6 июня 1964, Лондон, Великобритания) — принц Саксен-Веймар-Эйзенахский. Наследный принц Саксен-Веймар-Эйзенаха с 1901 по 1909 год. С 1909 года известен как Герман фон Остхейм.

## Биография
Герман родился 14 февраля 1886 года, в Дюссельдорфе. Он был старшим сыном Вильгельма Саксен-Веймар-Эйзенахского (1853—1924) и его жены Герты Изенбург-Бюдингенской (1863—1945). Он получил образование у наставника. По окончании учёбы он присоединился к кирасирам гвардии в Берлине.
Как и его отец, Герман имел плохую репутацию в семье. Ему давали 10 000 долларов в год на расходы. У тех кого он покупал товары, понимали, что любые взятые по контракту долги в конечном итоге будут оплачены его семьёй, тем самым увеличивая сумму, которую Герман мог потратить. Однажды к концу года у Германа был долг в четверть миллиона долларов, который его семья выплатила. После этого, его отправили в небольшой город в качестве дисциплинарной меры.
Однако вместо этого, он переехал в Париж, накопив по пути ещё больше долгов. Возможно, он продал драгоценности своей матери по пути во Францию. Германа также обвиняли в мошенничестве.
Герман был наследником престола ещё с 1901 года, несмотря на то что его отец был жив. У тогдашнего герцога Вильгельма Эрнста не было детей. Но из-за расточительности Германа, 2 августа 1909 года он был исключён из линии наследования и лишён титула принца. Ему был присвоен более низкий по рангу титул граф фон Остхейм, а наследником престола стал его младший брат Альбрехт (1886—1918), и был им до рождения сына у Вильгельма Эрнста в 1912 году.
В 1921 году он заявил в иске к великому герцогу Вильгельму Эрнесту, что он и его мать были спровоцированы уловкой и сказали, что он будет насильно изгнан из Парижа, если он не согласится поехать оттуда в Германию. После этого Германн был заключён в психиатрическую больницу. Его выпустили только после подписания документов об отказе от всех претензий на Саксен-Веймар-Эйзенахский престол и принятии титула графа Остхейма. В это время правительство Германии завершало переговоры по урегулированию ситуации с бывшей королевской семьёй. Таким образом, если бы Герман не был лишён наследства, он получил бы в наследство довольно большую сумму денег.
Умер 6 июня 1964 года, в Лондоне, в возрасте 78 лет. С его смертью пресеклась младшая ветвь Саксен-Веймар-Эйзенахского дома.

## Личная жизнь
Изначально он хотел жениться на Марии Бонапарт, дочери Ролана Бонапарта (1858—1924), однако из-за плохой репутации принца брак не состоялся, а Мария вышла замуж за Георга Греческого (1869—1957).
5 сентября 1909 года Герман первый раз женился на итальянской актрисе Ванде Паоле Лоттеро. Они развелись в 1911 году. Брак был бездетным.
4 августа 1918 года Герман женился во второй раз на Сюзанне Мидлинг. В браке родился один сын:
- Александр Кирилл фон Остхейм (7 августа 1922 — 28 марта 1943), женат не был, детей не имел[5].

Вторая жена Германа умерла 16 октября 1931 года. Третий раз он женился на Изабелле Нельсон. Медовый месяц они провели в Северной Африке. Детей у них не было.